# Orconectes blacki
Orconectes blacki är en kräftdjursart som beskrevs av Walls 1972. Orconectes blacki ingår i släktet Orconectes och familjen Cambaridae. Inga underarter finns listade i Catalogue of Life.